# Marqués de Pombal
Sebastião José de Carvalho e Mello, más conocido como marqués de Pombal o conde de Oeiras (Mercês, Lisboa, 13 de mayo de 1699 - Pombal, 8 de mayo de 1782), fue un estadista portugués. Primer ministro del rey José I (1750-1777), representante del despotismo ilustrado en Portugal en el siglo xviii, desempeñó un papel fundamental en el acercamiento de Portugal a la realidad económica y social de los países del Norte de Europa, emprendiendo varias reformas económicas y sociales. Manipuló a su antojo el tribunal del Santo Oficio, y acabó en la práctica con los autos de fe en Portugal y con la discriminación de los cristianos nuevos.

## Orígenes
Hijo de Manuel de Carvalho e Ataíde, hidalgo de provincias, con propiedades en la región de Leiría y de su mujer, Teresa Luiza de Mendonça e Mello. En su juventud estudió derecho en la Universidad de Coímbra y durante un corto período sirvió en el ejército. Cuando se trasladó a la capital, Lisboa, Sebastião de Melo tenía fama de hombre turbulento. Su primera esposa fue una viuda diez años mayor, Teresa de Mendonça e Almada (1689-1737), sobrina del conde de Arcos, con la que se casó por un acuerdo de familia, tras un rapto consentido. Los padres de su esposa dificultaron muchísimo la convivencia del matrimonio, por lo que se trasladaron a sus propiedades cerca de Pombal.

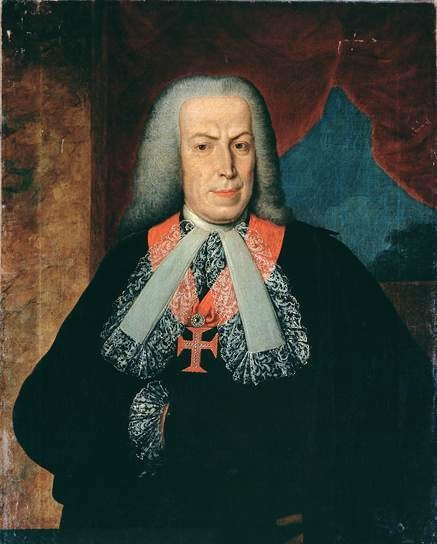
Retrato del marqués de Pombal (Museu Nacional de Soares dos Reis).

## Carrera diplomática
En 1738, Sebastião de Melo fue nombrado para su primer cargo público, como embajador en Londres, con encargo de mejorar el trato a los marineros portugueses en puertos británicos, requerir que buques británicos no lucharan contra barcos españoles en aguas del neutral Portugal, conseguir ayuda militar británica para el enclave portugués de Salgate en la India Portuguesa, y requerir que Gran Bretaña permitiera la exportación de trigo a Portugal que se hallaba restringida por recientes normas de aduana. 
En los hechos, el gobierno británico rechazó todos los pedidos de Sebastião de Melo, pero este diplomático se dedicó a estudiar atentamente el sistema económico del novel capitalismo británico, advirtiendo el atraso de Portugal en estas materias, y previendo la urgencia que el reino portugués reforme su economía interna para no depender más de la ayuda financiera y militar de Gran Bretaña como sucedía desde que recuperase su independencia en 1640.
En 1745 Sebastião de Melo fue destinado como embajador a Viena, Austria. Tras la muerte de su primera esposa en 1737, la reina de Portugal, la arquiduquesa María Ana de Austria amiga de Sebastião de Melo, pactó el matrimonio de este con la hija del mariscal austríaco Leopold Joseph Daun, la condesa Maria Leonor Ernestina Daun. El rey Juan V, mientras tanto, poco satisfecho con los servicios de Sebastião de Melo en Viena, le ordenó regresar a Portugal en 1749. El rey murió al año siguiente y, siguiendo una recomendación de la reina madre María Ana de Austria, el nuevo rey José I nombró a Sebastião de Melo ministro de Asuntos Exteriores. Al contrario que su padre, José I tuvo en gran aprecio a su nuevo ministro y le confió gradualmente el control del estado al estimar el valor de los conocimientos de Sebastião de Melo en cuanto al desarrollo económico y político de las grandes potencias europeas, elemento con el cual muy pocos portugueses estaban familiarizados.

## Primer ministro

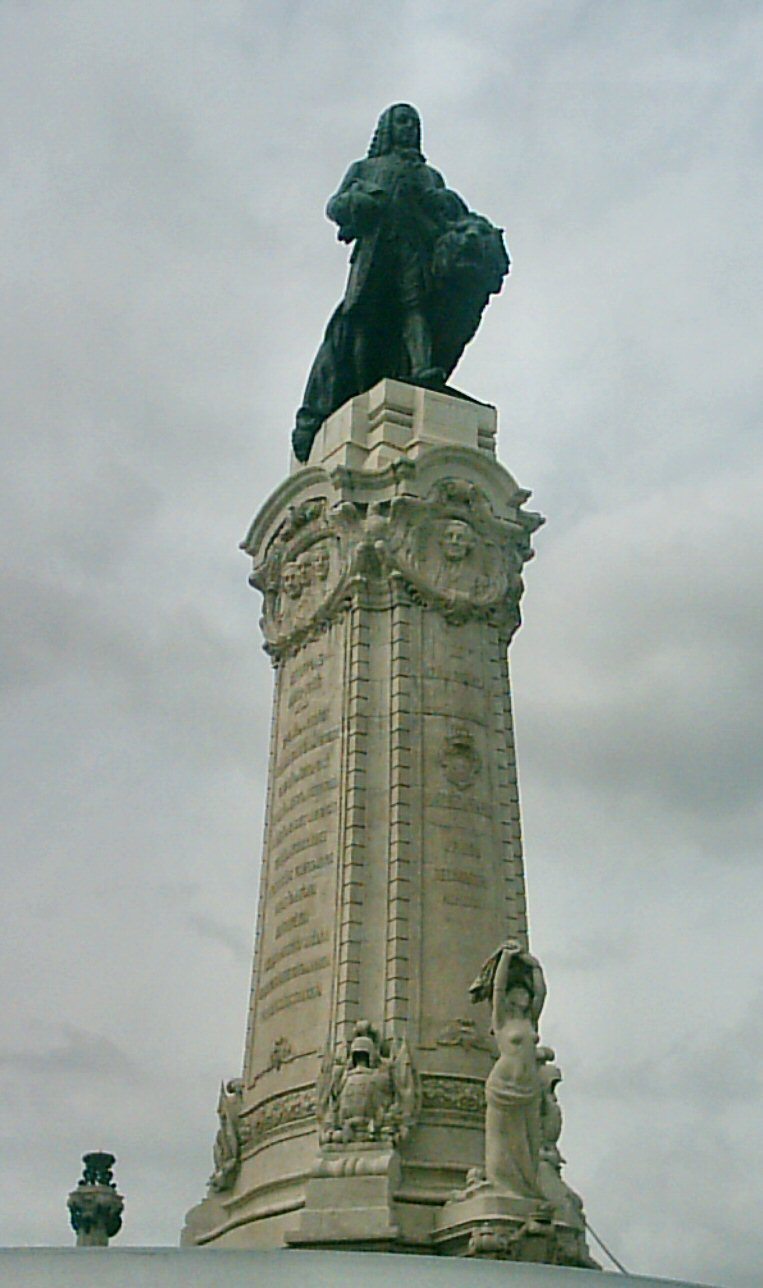
Estatua del marqués de Pombal en Lisboa.

En 1755, Sebastião de Melo ya era primer ministro del reino tras ganar la confianza del rey José I; para entonces el ministro había considerado tomar como modelo económico a Gran Bretaña, pero previendo que el gobierno británico menospreciaba a Portugal como un aliado débil y dependiente, eligió como modelo político a la Francia absolutista de Luis XV para así fortalecer el Estado. Sebastião de Melo gobernó desde el inicio con mano de hierro, imponiendo las leyes emanadas de la Corona a todas las clases sociales, desde los más pobres hasta la alta nobleza, ejemplificando los postulados del despotismo ilustrado. 
Impresionado por el éxito económico de Gran Bretaña en su comercio internacional, intentó, con éxito, implementar medidas que actuaran del mismo modo en la economía portuguesa. Así, la región demarcada para la producción del vino de Oporto, primera región que aseguró la calidad de sus vinos, data de su gobierno, constituyendo un antecedente de la actual denominación de origen para productos alimenticios, dictó severísimas leyes para regular la calidad del vino y fijando un monopolio estatal en su producción, obligando a los terratenientes a seguir las normas del gobierno, e imponiendo a los comerciantes británicos el rol de simples intermediarios al impedirles en la práctica comerciar directamente con productores portugueses. 
En su gestión, Pombal puso en práctica un vasto programa de reformas, cuyo objetivo era racionalizar la administración pública de Portugal pero sin debilitar el poder real. Para alcanzar dicha meta, el ministro incorporó las nuevas ideas divulgadas en Europa por la Ilustración, pero al mismo tiempo conservó aspectos del absolutismo y de la política mercantilista, procurando la intervención de la Corona en las actividades económicas. 
El marqués de Pombal fue la figura clave del gobierno portugués entre 1750 y 1777, su gestión fue un perfecto ejemplo de despotismo ilustrado, forma de gobierno que combinaba la monarquía absolutista con el racionalismo ilustrado, promoviendo que las decisiones de gobierno tuvieran sustento en el raciocinio antes que en creencias subjetivas. En este sentido, la fundación, en 1774, de Vila Real de Santo António, próxima a la desembocadura del río Guadiana, al sur de Portugal, fue un buen ejemplo: pretendía centralizar en este nuevo enclave las actividades pesqueras del sureste portugués, sin embargo, debido a la repetida negativa de los pescadores a su traslado, Pombal hizo quemar las viviendas de los pescadores de Monte Gordo para presionarlos al traslado forzoso, si bien el efecto que consiguió fue su mudanza masiva a la recién creada villa de La Higuerita y a Ayamonte, al otro lado de la frontera, en España.
También abolió la esclavitud en las colonias de la India, pero incrementó el tráfico esclavista en Brasil juzgando "más rentable" mantener la esclavitud en su colonia americana antes que en la asiática, Pombal también reorganizó el ejército y la marina de guerra promoviendo ascensos según méritos y no según origen familiar, reestructuró la Universidad de Coímbra estimulando el estudio de las ciencias exactas, pero cerró la Universidad de Évora, y acabó con la discriminación de los "cristianos nuevos" (al menos en parte). Pero una de las más importantes reformas fue en el terreno financiero, pues Pombal promovió la creación de varias compañías y asociaciones corporativas que regulaban la actividad comercial, así como la reforma del sistema tributario para suprimir privilegios y estimular la productividad. Estas reformas ocasionaron el odio del pueblo y de las clases altas, en especial la nobleza, que lo despreciaba como "advenedizo".

## El terremoto de 1755
El desastre se abatió sobre Portugal en la mañana del 1 de noviembre (día de Todos los Santos) de 1755. En esta fecha, Lisboa fue sacudida por un violento temblor de tierra, de una incidencia estimada en 9 puntos en la escala de Richter. La ciudad fue devastada por el terremoto, por el maremoto y afectada por los incendios que siguieron. Sebastião de Melo sobrevivió por fortuna, pero no se impresionó. Trató inmediatamente de reconstruir la ciudad, de acuerdo con la famosa frase: "¿Y ahora? Se entierra a los muertos y se da de comer a los vivos". A pesar de esta desgracia, Lisboa no se vio afectada por epidemias, y antes de que pasara un año ya estaba limpia de escombros, lista para ser reconstruida, labor que se concluyó en 1806. 
Proclamando su labor reconstructora tras el terremoto, en 1766 el marqués de Pombal posó para un retrato de 3,5 metros que lo muestra sentado junto a una vista de la ciudad. Esta pintura la realizó Louis-Michel van Loo, exretratista de la corte madrileña, y el fondo de paisaje lo pintó Claude-Joseph Vernet.
El diseño de la ciudad lo realizó un grupo de arquitectos, con la directriz expresa de que fuera capaz de resistir terremotos futuros. Se probaron distintos modelos, simulando los terremotos con grandes masas de soldados marchando al trote alrededor de las edificaciones nuevas. Los edificios y plazas reconstruidas por Pombal siguen existiendo hoy en día y son una de las atracciones turísticas de Lisboa. Sebastião de Melo realizó también una importante contribución para la sismología: elaboró una encuesta que envió a todas las parroquias del país, en la que preguntaba cuestiones como si los perros y otros animales se comportaron de modo anómalo poco antes del terremoto, si el nivel de los pozos había subido o bajado en días previos al sismo, o el número y tipo de edificios que habían sido destruidos. Estas preguntas permitieron a los científicos portugueses (y luego de toda Europa) reconstruir el evento con la mayor exactitud posible y marcaron el nacimiento de la sismología como ciencia.

## El Proceso de los Távora y sus consecuencias
Como consecuencia del terremoto, José I dio a su primer ministro mayores poderes, lo que convirtió a Sebastião de Melo en una especie de dictador. Conforme se acrecentaba su poder, aumentó el número de sus enemigos, y las querellas con la alta nobleza se hicieron más frecuentes. En 1758 el rey fue herido en un atentado frustrado. De resultas, Sebastião de Melo inició de inmediato un proceso atroz contra la familia de Távora y contra el Duque de Aveiro, acusados de estar por detrás del atentado tras un interrogatorio bajo tortura. 
Melo no mostró misericordia con la familia y arrestó a todos y cada uno de los implicados, incluyendo a las mujeres y los niños. El proceso -rápido y sin garantías legales- acabó con las ejecuciones sumarias de prácticamente todos los adultos, tras la intervención de la reina para salvar a los que pudo.
Tras este escandaloso caso, el poder de la nobleza disminuyó ostensiblemente, y Sebastião de Melo no encontró ya más oposición. En 1759, José I otorgó a su leal ministro el título de conde de Oeiras; y en 1770, el de marqués de Pombal.
El ministro continuó con sus reformas, y el siguiente paso fue la expulsión de la Compañía de Jesús y la confiscación de sus bienes, argumentando que su influencia en la sociedad portuguesa y sus vínculos internacionales eran una traba para el fortalecimiento del poder real. El marqués siguió acaparando el poder exclusivo en el gobierno de Portugal hasta la muerte de José I, en 1777.

## LaViradeira
La sucesora, la reina María I de Portugal y su marido Pedro III detestaban al marqués. María nunca perdonó la falta de misericordia mostrada hacia la familia Távora y le retiró todos los poderes. Ese periodo sería conocido como la “Viradeira”, y se considera el último eslabón del Antiguo Régimen. La reina ordenó además que el marqués permaneciera siempre a una distancia mínima de 20 millas de ella. Cuando en el transcurso de un viaje pasaba por alguna de sus propiedades, el marqués era obligado por decreto a alejarse de su propia casa. María I sufría ataques de rabia solo con escuchar el nombre del antiguo primer ministro de su padre.
El marqués de Pombal murió en su propiedad el 15 de mayo de 1782, tras vivir sus últimos días en una propiedad heredada de su tío, el arcipreste Paulo de Carvalho e Ataíde en 1713, la Quinta da Gramela. Una estatua inaugurada por la dictadura militar de 1934 y situada en una de las plazas más importantes de Lisboa, que lleva su nombre, y una estación de metro de esa ciudad, rememoran su figura.

## Reformas

### Reformas económicas

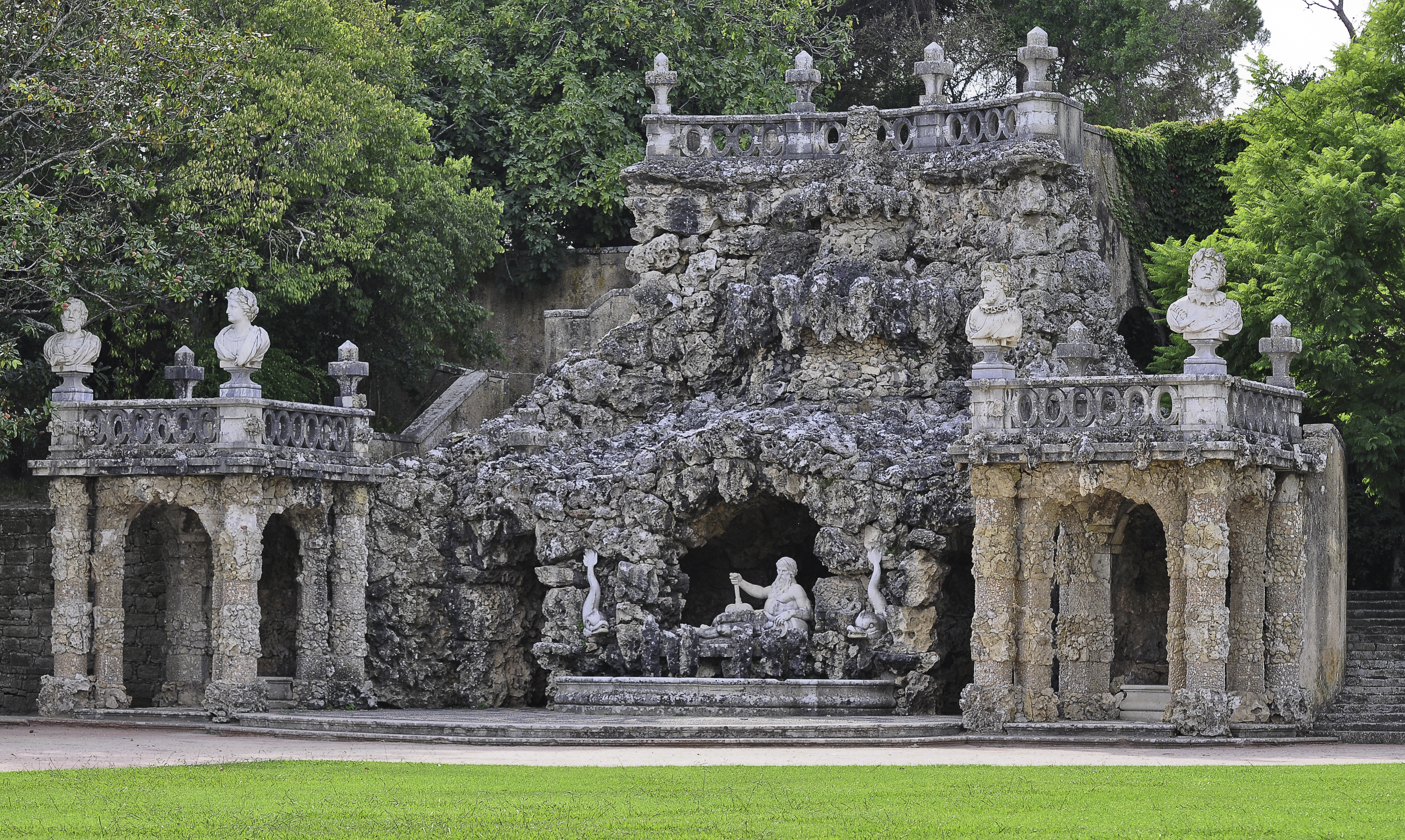
Vista de la cascada de los poetas en los jardines de la Quinta de Pombal.

A pesar de los problemas que encontró, Sebastião de Melo llevó a cabo un ambicioso programa de reformas. Entre otras realizaciones, su gobierno trató de aumentar la producción nacional con respecto a la competencia extranjera, de desarrollar el comercio colonial y de incentivar el desarrollo de las fábricas. En el ámbito de esa política, en 1756 se fundó la Companhia Geral da Agricultura das Vinhas do Alto Douro, a la que el ministro concedió la exención de impuestos en las exportaciones y en el comercio con la colonia, estableciendo de ese modo la primera zona de producción vinícola demarcada en el mundo, colocando los famosos "marcos pombalinos" en los límites de la región. En 1773, surgió la Companhia Geral das Reais Pescas do Reino do Algarve, destinada a controlar la pesca en el sur de Portugal.
A la vez, el marqués estableció estímulos fiscales para la instalación de pequeñas empresas orientadas al mercado interno portugués, del que también formaban parte las colonias. Esa política proteccionista comprendía medidas que favorecían la importación de materias primas y encarecían los productos importados similares a los de fabricación portuguesa. Como resultado, surgieron en el país centenares de pequeñas industrias que producían los bienes más diversos.
El ministro fundó también el Banco Real en 1751 y estableció una nueva estructura para administrar la recaudación de impuestos, centralizada por la Real Fazenda de Lisboa, bajo su directo control. así fue como el banco es lo que es hoy en día

### Reformas de Religión
La acción reformadora de Pombal se extendió también al ámbito de la política y del Estado. En ese terreno, el primer ministro trató de fortalecer el absolutismo del rey y en la lucha contra los sectores e instituciones que podrían debilitarlo. Recortó los poderes de la Iglesia, subordinando el Tribunal del Santo Oficio (Inquisición) al Estado y, en 1759, expulsó a los jesuitas de Portugal y de las colonias, confiscando sus bienes, alegando que la Compañía de Jesús funcionaba como un poder autónomo dentro del Estado portugués.
A pesar de que la Inquisición no fue oficialmente desmantelada, tuvo con el gobierno de Pombal una profunda merma, con medidas que la debilitaban.
- El 5 de octubre de 1768 obligó por decreto a los nobles portugueses antisemitas (entonces llamados "puritanos") que tuviesen hijos en edad de matrimonio, a organizar bodas con familias sobre las cuales no hubiera la certeza de no tener ancestros judíos.

- El 25 de mayo de 1773 hizo promulgar una ley que acababa con las diferencias entre cristianos viejos (católicos sin sospecha de tener antepasados judíos) y cristianos nuevos, anulando todas las leyes discriminatorias anteriores. Se prohibió usar el término "cristiano nuevo" y, implicitamente, el término de "cristiano viejo", tanto por escrito como oralmente. Las penas eran severas: para el pueblo llano apaleamiento en plaza pública y exilio en Angola; para los nobles pérdida de títulos, cargos, pensiones o condecoraciones; para el clero la expulsión de Portugal.

- El 1 de octubre de 1774, publicó un decreto que obligaba a que los veredictos del Santo Oficio necesitaran una sanción real, lo que en la práctica acababa con la Inquisición portuguesa. Ya no se organizaron en Portugal autos de fe.

### Reformas en la educación
En el terreno de la educación, introdujo importantes reformas en el sistema de enseñanza tanto en el reino como en las colonias (que hasta ese momento estaba bajo la responsabilidad de la Iglesia), pasando a depender del control del Estado. La Universidad de Évora, por ejemplo, perteneciente a los jesuitas, fue clausurada, y la Universidad de Coímbra sufrió una profunda reforma, siendo totalmente modernizada.
La "reforma universitaria" del marqués de Pombal incluía también el final de la prohibición para alumnos o profesores de ascendencia judía en los establecimientos educativos.

## El marqués de Pombal en Brasil
Existe una gran discrepancia entre la percepción popular de lo que significa la figura del marqués de Pombal para los portugueses (que lo ven casi como héroe nacional) y para los brasileños (que lo ven como tirano y opresor).[cita requerida] Desde el punto de vista del gobierno portugués, la administración de la colonia de Brasil debía tener siempre como meta la generación de riquezas para la metrópoli. Ese principio no se alteró bajo la administración del marqués, más bien se intensificó. El régimen de monopolio comercial, por ejemplo, no solo se mantuvo, sino que se acentuó para conseguir una mayor eficacia en la administración colonial.
En 1755 y 1759, se crearon, respectivamente, la Companhia Geral de Comércio do Grão-Pará e Maranhão y la Companhia Geral de Comércio de Pernambuco e Paraíba, empresas monopolistas destinadas a dinamizar las actividades económicas en el Norte y Nordeste de la colonia. En las regiones mineras, instituyó la derrama en 1765, con el objetivo de obligar a los empresarios mineros a pagar los impuestos atrasados. La derrama era una tasa per capita, en kilos de oro, que la colonia debía enviar de manera fija a Portugal, independientemente de la producción real de oro en los campos brasileros.
Las mayores alteraciones, sin embargo, se produjeron en el terreno político-administrativo y en la educación. En 1759, el régimen de capitanías hereditarias fue eliminado de manera definitiva, con su incorporación directa a los dominios de la Corona portuguesa. Cuatro años más tarde, en 1763, la sede del gobierno general de la colonia se transfirió desde Salvador hasta Río de Janeiro, cuyo crecimiento daba testimonio del desplazamiento del eje económico desde el Nordeste hacia la región del Centro-Sur.
Con la expulsión de los jesuitas del Imperio portugués en 1759, el marqués determinó que la educación en la colonia pasase a ser impartida por legos en las llamadas Aulas Regias pues hasta ese momento, la enseñanza formal estaba a cargo de la Iglesia católica. El ministro reglamentó también el funcionamiento de las misiones jesuitas, apartando al clero de su administración, y creó de inmediato en 1767, el Directorio, órgano compuesto por hombres de confianza del gobierno portugués, cuya función era gestionar los antiguos establecimientos, que fueron abandonados poco después, con los indígenas esclavizados o refugiándose en la selva.
Complementando ese conjunto de medidas, el marqués trató de dar una mayor uniformidad cultural a la colonia, prohibiendo la utilización del Nheengatu o ‘lengua general’ (una mezcla de las lenguas nativas con el portugués, hablada por los bandeirantes) y haciendo obligatorio el uso del idioma portugués en todos los niveles. Algunos estudiosos de la historia afirman que debido a esta medida Brasil no llegó a ser un país bilingüe.
Se conserva una estatua de mármol en tamaño natural del marqués de Pombal en la Santa Casa de Misericordia da Bahía, localizada en el centro histórico de Salvador.